# (12298) Brecht
(12298) Brecht (1991 PL17) – planetoida z grupy pasa głównego asteroid okrążająca Słońce w ciągu 3,78 lat w średniej odległości 2,42 j.a. Odkryta 6 sierpnia 1991 roku.